# Hysterocrates maximus
Hysterocrates maximus là một loài nhện trong họ Theraphosidae.
Loài này thuộc chi Hysterocrates. Hysterocrates maximus được Embrik Strand miêu tả năm 1906.